# Pilar Espuña i Domènech
Pilar Espuña Domènech (Barcelona, 19 de junio de 1928- 6 de mayo de 2010) fue una trabajadora de la banca española conocida, sobre todo, por su activismo feminista y por ser militante obrera cristiana.

## Biografía
Nació Barcelona en 1928. A los 16 años se incorporó a la empresa Banesto y trabajó en sus oficinas hasta la jubilación en 1988. Entró al Hermandad Obrera de Acción Católica (HOAC) en 1966. Este mismo año, es elegida por sus compañeros de trabajo como enlace sindical de banca. A partir de este momento siempre permaneció comprometida en la defensa de los derechos de los trabajadores de su empresa. 
Formó parte de la Coordinadora de Banca y militó en el movimiento asambleario. El 1966 entró al movimiento feminista. El 1967 asumió la responsabilidad diocesana de difusión de la HOAC y el 1969 fue la primera mujer elegida como presidenta de la HOAC de Barcelona, cargo que volvió a ejercer a principios de los años ochenta. 
En 1972 entró a la Fraternidad Jesús-Caritas, de la cual fue responsable regional en Cataluña. Al final de la dictadura, participó en el grupo político clandestino UCL (Unión Comunista de Liberación). El 1983 entró al MCC (Movimiento Comunista de Cataluña) y cuando este se fusionó con la Liga Comunista Revolucionaria, se incorporó al nuevo partido Subleva. También, en 1987, fundó y presidió el grupo Mujer y Prisión perteneciente al Movimiento Feminista y vinculado a la lucha a favor de mejorar las condiciones de vida en las prisiones.

## Fondo personal
El 7 de julio de 1982 su fondo personal ingresó al Archivo Nacional de Cataluña, en concepto de donación, donde se conserva desde entonces. El fondo contiene la documentación reunida por Espuña; destaca la documentación generada en función de su actividad política y asociativa, principalmente la relacionada con el movimiento obrero y con varias organizaciones sindicales (UGT, USO, CCOO, CNT) vinculada al sector de la banca (elecciones sindicales, convenios, acuerdos, folletos y otras publicaciones). También, y en este sentido, hay que destacar la documentación relacionada con la oposición al franquismo, desde diferentes partidos políticos (PSUC, MCC, PCC, Esquerra Comunista), desde asociaciones eclesiásticas (Fraternidad Jesús-Caritas y Hermandad Obrera de Acción Católica) y desde varios movimientos sociales de oposición (colectivos de mujeres, asociaciones de vecinos de diferentes barrios de Barcelona, etc.). El fondo conserva, además, numerosas publicaciones periódicas de origen eclesiástico y de temática obrera. 